# König-Christus-Kirche (Todtnau)

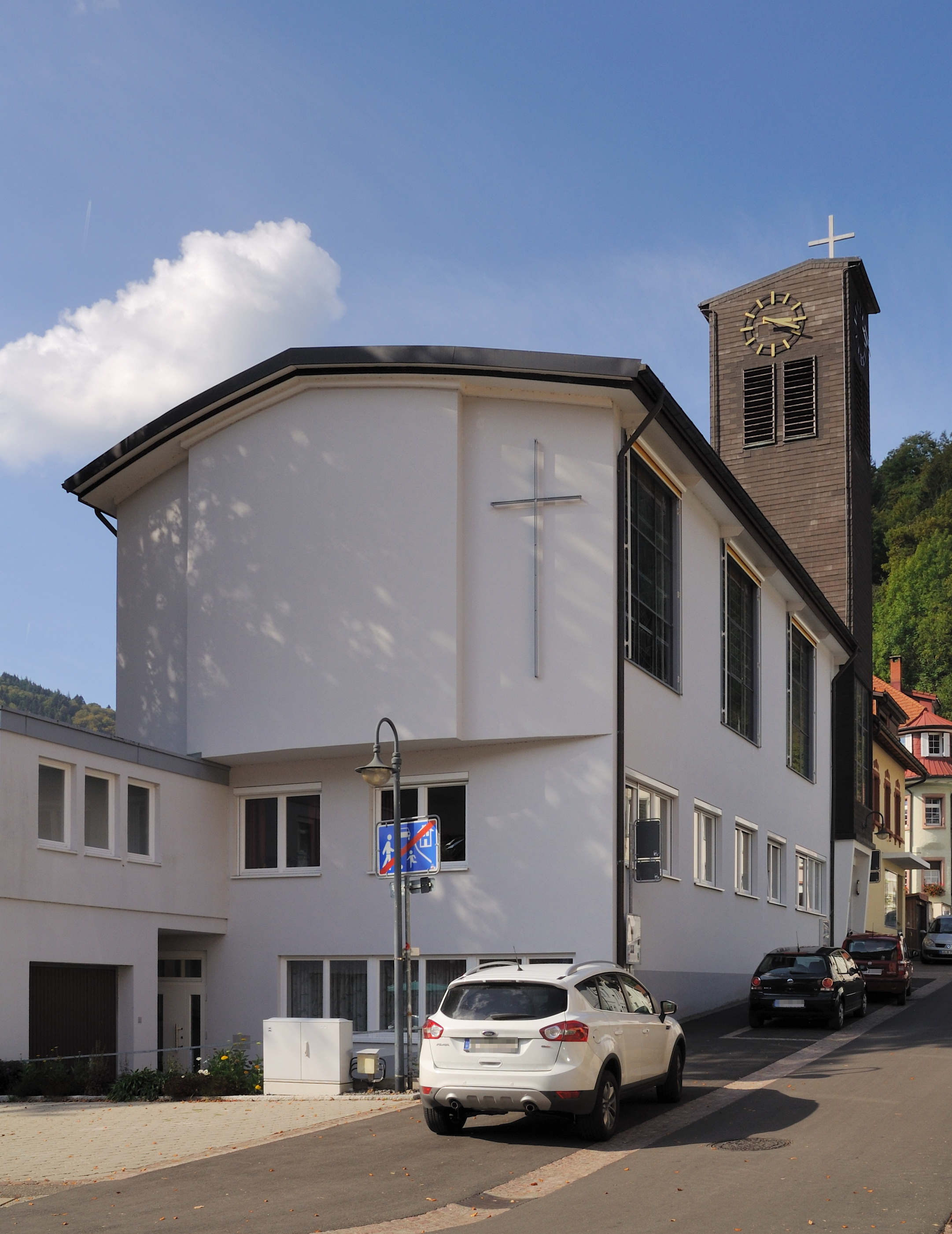
König-Christus-Kirche in Todtnau

Die König-Christus-Kirche in Todtnau im Schwarzwald wurde Ende der 1950er Jahre neu erbaut, nachdem an derselben Stelle Ende des 19. Jahrhunderts eine Vorgängerkirche eingeweiht worden war. Die Kirche ist die einzige evangelische Kirche Todtnaus und seiner Stadtteile, in der Gottesdienste stattfinden.

## Geschichte

### Vorgeschichte
Die Ortschaft Todtnau war bis ins 19. Jahrhundert hinein eine rein katholische Ortschaft. Um 1825 lebten zwischen Zell im Wiesental und Todtnau drei Menschen evangelischen Glaubens. Das erste evangelische Begräbnis im oberen Wiesental fand 1855 in Schönau statt. In jenem Jahr war 43 Personen in Schönau und 12 in Todtnau evangelisch. 1861 stieg die Zahl gesamthaft auf 81 an, so dass man im damals in Maulburg zuständigen Dekanat vier Gottesdienste im Jahr beantragte. Aufgrund des großen Anfahrtsweges konnte dem Wunsch jedoch nicht stattgegeben werden.
Mit dem neuen Pfarrer in Neuenweg 1882 erhielt die evangelische Kirchengemeinde neuen Aufwind. In diesem Jahr fanden monatliche Gottesdienste in Schönau statt, an dem sich ein Religionsunterricht anschloss. An diesen Gottesdiensten nahmen auch evangelische Gläubige aus Todtnau teil. Damit formierte sich 1882 eine sogenannte Diasporagemeinschaft für das hintere Wiesental, dem unter anderem auch Todtnau angehörte. Gleichzeitig gründeten die damals 82 Mitglieder einen Fonds, um aus den Mitteln später den geplanten Kirchenbau finanzieren zu können. Einen weiteren Fortschritt erlebte die evangelische Gemeinschaft als Zell im Wiesental Anfang 1887 in den Stand einer selbstständigen Pfarrei erhoben wurde. Der damalige Pfarrer setzte sich stark dafür ein, dass die Evangelischen in Todtnau einen eigenen Betsaal erhalten sollten. Bis dahin wurden die Gottesdienste im Zeichensaal einer Todtnauer Schule abgehalten, der erste am 1. Advent 1887. Die Notwendigkeit für einen eigenen Saal resultierte zum einen aus der stetig wachsenden Mitgliederanzahl und den Kurgästen, welche die Gottesdienste besuchten.

### Bau des Betsaals
Die Gemeinde erhielt zwar für vergleichsweise günstige 1500 Mark vom Fabrikanten Thoma einen Bauplatz, mit einer veranschlagten Bausumme von 23.000 Mark war das Vorhaben nach heutigen Maßstäben dennoch abenteuerlich, da die Gemeinde praktisch über keine Eigenmittel verfügt. Selbst die örtliche Sparkasse war zur damaligen Zeit nicht in der Lage, einen Kredit in dieser Höhe zu gewähren. Der Oberkirchenrat gewährte schließlich den Bau, da sich jedes Mitglied des Kirchenvorstandes mit einer persönlichen Haftung der Schulden einverstanden erklärte. Unter anderem mit der Hilfe des Gustav-Adolf-Vereins aus Weimar begann man 1891 mit den Bauarbeiten am zweistöckigen Gebetshaus in der Franz-Dietsche-Straße. Ein kleiner Dachreiter für eine Glocke bekrönte das Gebäude, das am 11. Dezember 1892 eingeweiht werden konnte. Um die Kosten niedrig zu halten, baute man das Haus möglichst platzsparend und sah vor, in der ersten Etage Wohnungen zur Vermietung anzubieten. Im oberen Stock war der Gebetssaal untergebracht. Darüber hinaus bot das Haus Raum für Versammlungen der Gemeindemitglieder.
In den ersten Jahren nach dem Bau der Kirche wechselten die Geistlichen recht häufig. Immer wieder führte die unbefriedigende Doppelbetreuung der beiden Gemeinden Todtnau und Schönau zu den Abgängen. Erst mit Wirkung vom 1. April 1926 wurden beide Ortschaften zu selbständigen Kirchengemeinden erklärt. Der traditionellen Gemeinsamkeit wurde einmal jährlich mit einem gemeinsamen Gottesdienst gedacht.

### Neubau
Bereits vor dem Zweiten Weltkrieg stellte sich heraus, dass der Betsaal mit seinen 80 bis 100 Plätzen der steigenden Anzahl an Gemeindemitgliedern nicht mehr gewachsen war. Dazu wurden 1935 Erweiterungspläne vorgelegt, die allerdings aufgrund Geldmangel nicht weiter verfolgt wurden. Durch die starke Zuwanderung nach Ende des Zweiten Weltkriegs verdoppelte sich die evangelische Gemeinschaft nahezu. Diese Tatsache sowie eine zusätzliche Zahl an Kurgästen ließen das Platzproblem wieder akut werden, so dass man die Pläne erneut aufgriff, die schließlich 1954 als dringend anerkannt wurden. Da der Stadt der Neubau entgegenkam, stellte sie der Gemeinde sowohl das zur Erweiterung benötigte Grundstück als auch einen Baukostenzuschuss zur Verfügung.
Am 7. Juli 1957 legte man den Grundstein für die neue Kirche, die zwar den alten Platz des Betsaals einnahm, aber deutlich vergrößert wurde. Der Entwurf des neuen Gotteshauses stammt vom Todtnauer Architekten Traugott Bierl. Am 12. Oktober 1958 wurde die König-Christus-Kirche durch den Landesbischof Julius Bender geweiht. Aufgrund baulicher Mängel musste Anfang der 1970er Jahre mit umfangreichen Renovierungsmaßnahmen begonnen werden. Neben der Ersetzung der Kunststoff- durch Glasfenster musste das Fundament ausgebessert und teilweise erneuert werden. Dazu kam, dass der ursprünglich offene Glockenturm wetterbedingt korrodierte und das Regenwasser an den Eisenträgern herunter lief und auch das Dach des Langhauses undicht machte. Daher zog man im Inneren eine Holzdecke ein und schloss den Turm komplett ab. Auch der Innenraum wurde bei der Gelegenheit neu gestaltet. Die Arbeiten zogen sich insgesamt über acht Jahre hin und dauerten bis 1980.

## Beschreibung

### Lage und Kirchenbau
Die König-Christ-Kirche liegt in einer kleinen, leicht ansteigenden Nebenstraße im südlichen Innenstadtbereich Todtnaus. Das Langhaus mit flachem Satteldach mutet optisch an ein normales Wohnhaus an. Lediglich durch die großflächigen und farbigen Fenster an den Längsseiten im zweiten Geschoss erkennt man den sakralen Charakter. Über dem Haupteingang und Treppenhaus erhebt sich zur Straßenseite ein Glockenturm, der mit einem ebenfalls flachen Satteldach und einem Kreuz abschließt. Im Gegensatz zum hell verputzten Hauptbau kontrastiert der Turm mit seiner dunklen Fassade. Zu zwei Seiten hin verfügt der Turm über rechteckige Schallöffnungen, darüber befindet sich das Zifferblatt der Turmuhr. Im unteren Geschoss befindet sich der Gemeindesaal für bis zu 80 Personen mit kleiner Bibliothek. Der große Saal im zweiten Obergeschoss bietet rund 200 Personen Platz für die Teilnahme am Gottesdienst.  In den Nebenräumen befindet sich eine Küche und das Kirchenarchiv.

### Innenraum und Ausstattung

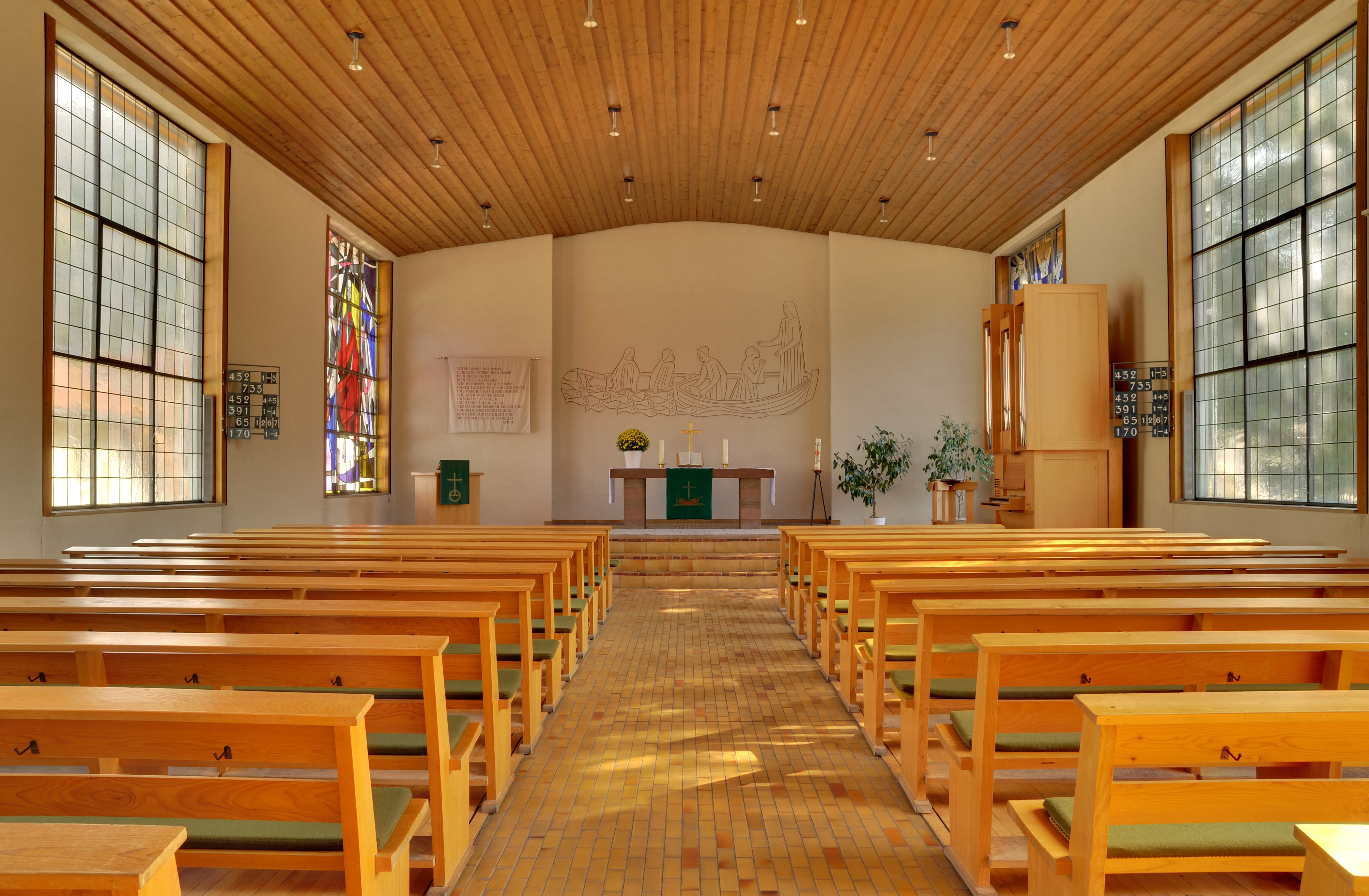
Innenraum

Im rechteckigen, schlicht gehaltenen Gebetssaal ist eine Holzdecke eingezogen, welche die leichte Schräge des Satteldachs widerspiegelt. Zur Westseite erhebt sich über dem Eingangsbereich eine kleine Empore. Beidseitig des Mittelgangs sind helle Holzbänke aufgestellt. Der Altarbereich im Ostteil ist leicht erhöht, auf welchem der schlichte Altartisch aus Sandsteinplatten auf einem kleinen Podest steht. Die künstlerische Gestaltung des Altarraums stammt vom Emmendinger Künstler Ernst Thomann. Auf der Altarwand befindet sich mittig ein Reliefbild, das den Fischzug Petri darstellt. Die vier Meter hohen und drei Meter breiten bunten Glasfenster zeigen den im Himmel thronenden Christus und die Taube des Heiligen Geistes. Sie wurden von Margret Thomann-Heger gestaltet. Rechts vom Altar ist die Orgel aufgestellt.

### Glocken

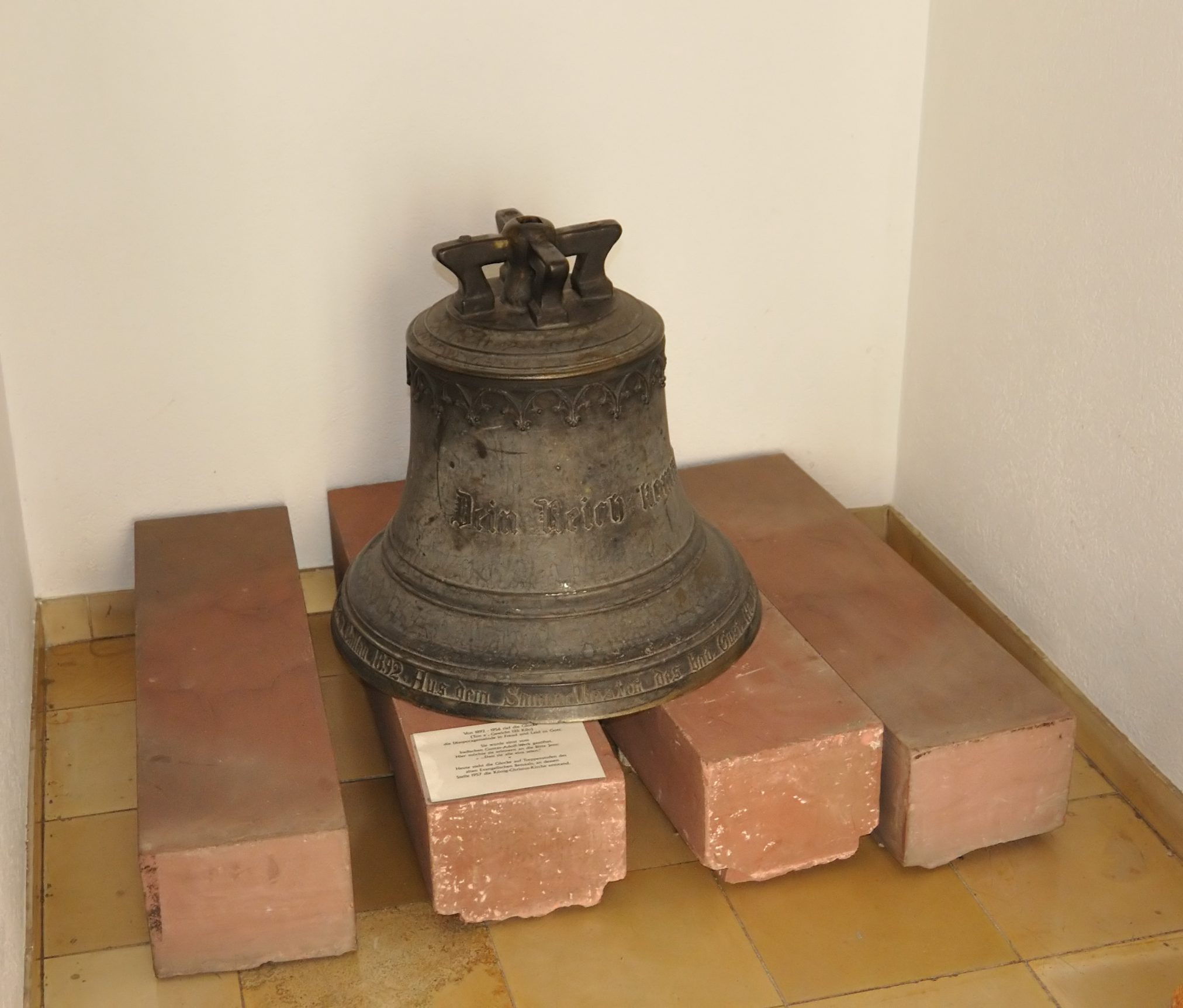
Glocke von 1892

Die erste Kirche der Gemeinde hatte im Dachreiter zwei kleinere Glocken. Die größere wog 125 Kilogramm und war auf den Ton e′ gestimmt, die kleinere wog 75 Kilogramm und hatte den Schlagton g′. Letzte wurde infolge des Ersten Weltkrieges abgegeben. 1922 ersetzt man das Geläut wieder auf zwei Glocken. Auch während des Zweiten Weltkriegs wurde im April 1942 die kleinere der beiden Glocken abgegeben, so dass die größere von 1892 bis heute erhalten geblieben ist. Da ihr Klang nicht mehr einwandfrei war, wurde sie ausgemustert aber im Treppenhaus des Kircheneingangs aufgestellt.
Die Kirche verfügt gegenwärtig über folgendes 1958 von der Glockengießerei Bachert aus Karlsruhe hergestellte dreistimmige Geläut:
| Name            | Schlagton | Inschrift                                                                                 | Symbol                  | liturgische Funktion | Masse und Durchmesser |
| --------------- | --------- | ----------------------------------------------------------------------------------------- | ----------------------- | -------------------- | --------------------- |
| Große Glocke    | g′        | Siehe, ich bin euch alle Tage bis an der Welt Ende                                        | Kreuz mit Krone und Α+Ω | Christusglocke       | 623 kg, 1033 mm       |
| Mittlere Glocke | b′        | Siehe, ich bin bei euch alle Tage Betet ohne Unterlaß                                     | Brennender Leuchter     | Betglocke            | 438 kg, 890 mm        |
| Kleine Glocke   | d′′       | Stiftung Ev. Kirchengemeinde Schönau Ich habe dich bei deinem Namen gerufen, du bist mein | Taube, Wellenlinien     | Taufglocke           | 229 kg, 720 mm        |

Die Christusglocke ertönt immer in Kombination mit den anderen beiden und ruft zum Gottesdienst. Die Gebetsglocke signalisiert sowohl das Vaterunsergebet wie auch den Trauerfall. Die Taufglocke erklingt bei Taufen und Segnungen wie beispielsweise Hochzeiten und Konfirmationen.

### Orgel

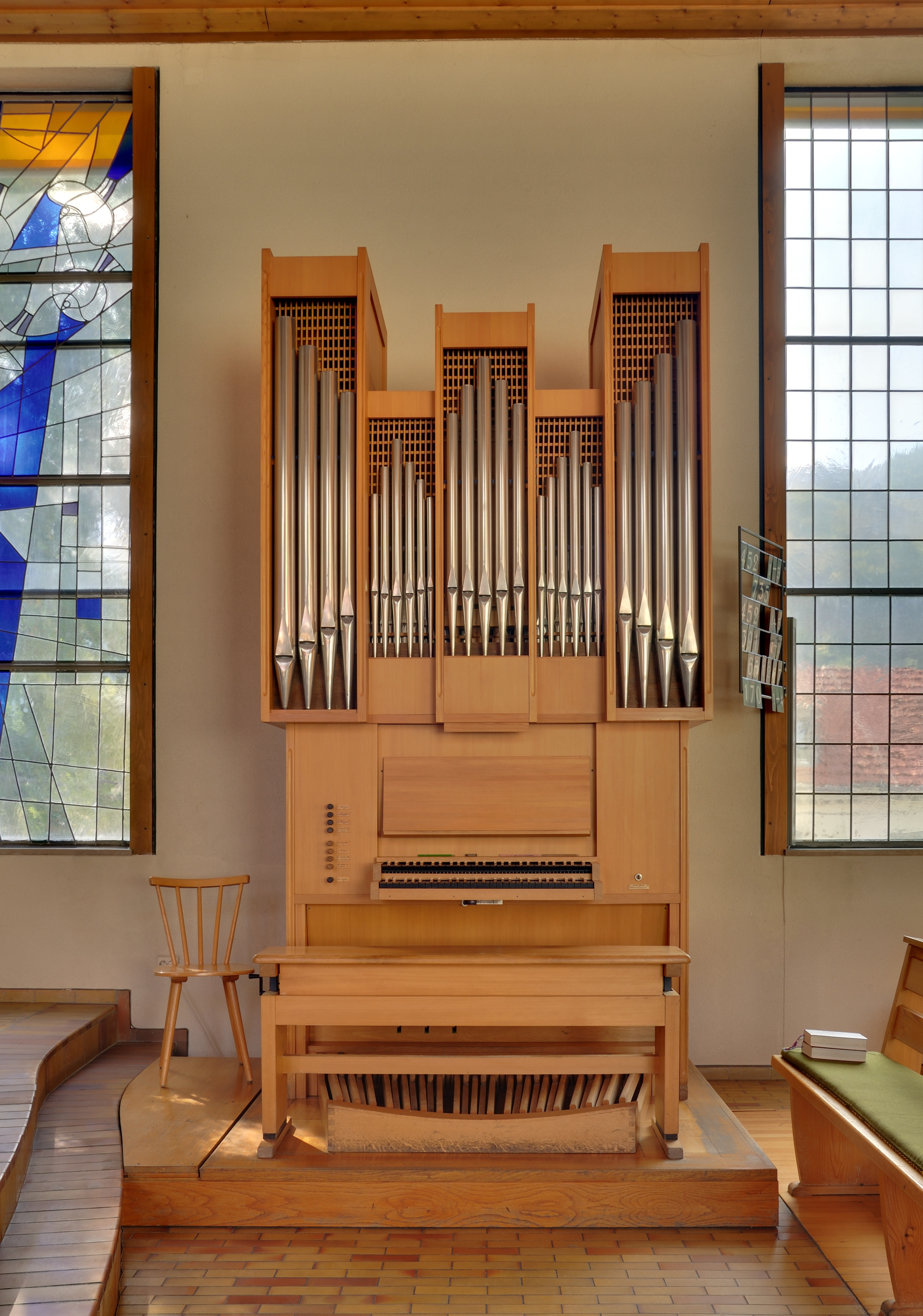
Orgel

Die erste Orgel mit elf Registern von der Werkstatt Gebrüder Stehle in Bittelbronn wurde am 5. Juli 1959 auf der Empore eingeweiht. Da sie jedoch starken Temperaturschwankungen sowie Staub und Schmutz im Kirchenraum ausgesetzt war, wurde sie durch Ablagerungen an den Orgelpfeifen unbrauchbar. Eine neue Orgel ersetzte die erste 1978, die man aufgrund der Warmluftheizung in der Empore diesmal an die Längsseite des Kirchenschiffs stellte. Das von der Firma Georges Heintz erbaute Instrument verfügt über zwei Manuale, Pedal und neun klingende Register (drei Vorabzüge). Sie weist folgende Disposition auf:
| I Manual C–g3 |                        |       |
| 1.            | Spitzflöte             | 8′    |
| 2.            | Principal              | 4′    |
| 3.            | Quinte (vorab Nr. 4) 0 | 2 ⁄3′ |
| 4.            | Sesquialter II         | 2 ⁄3′ |
| 5.            | Oktave (vorab Nr. 6)   | 2′    |
| 6.            | Mixtur III             |       |

| II Manual C–g3 |                         |       |
| 07.            | Bordon                  | 8′    |
| 08.            | Rohrflöte               | 4′    |
| 09.            | Principal               | 2′    |
| 10.            | Quinte (vorab Nr. 11) 0 | 1 ⁄3′ |
| 11.            | Larigot II              | 1 ⁄3′ |

| Pedalwerk C–f1 |           |     |
| 12.            | Subbass 0 | 16′ |

- Koppeln: I/P, II/P, II/I